# チャウル海戦
チャウルの戦いは、1508年にインドのチャウル港で起きたポルトガルとエジプトのマムルーク艦隊との海戦。戦いはマムルーク側の勝利で終わった。これは、インド洋でのポルトガル海軍最初の敗北だった。

## 背景
以前は、ポルトガル人は主にカリカットで活動していたが、北方のグジャラートはインド洋貿易ではより重要な働きをしており、東西貿易の重要な仲介者だった。グジャラート人はモルッカ諸島からスパイスを、中国からは絹を運び込んでいた。そしてそれをエジプトとアラブに売っていた。
しかし、ポルトガルは香辛料貿易の独占を企て、従来のインド洋貿易を妨害して、アラブとヴェネツィアの利益を脅かした。ヨーロッパでのスパイス取引でヴェネツィアよりもポルトガルが価格的に優位に立ったので、ヴェネツィアはポルトガルとの外交関係を破り、インド洋のポルトガル勢力に対抗する方法を求めて、エジプト宮廷に大使を派遣した。ヴェネツィアは、ポルトガルとの競争に勝つためにエジプトの関税引き下げについて交渉するとともに、ポルトガルに対抗するための「迅速かつ秘密の策」を提案した。カリカットの支配者であるザモリンも、ポルトガル人に対抗するための助力を求める大使を送り込んできた。
マムルーク朝には海軍力はほとんどなかったため、船を建造するために黒海から木材を調達する必要があった。だがその約半分がロードス島の聖ヨハネ騎士団によって妨害されたため、スエズで建造された船は計画よりも大幅に少なくなった。エジプトに到着した木材はその後、ラクダに乗せられて陸上を運ばれ、ヴェネツィアの派遣した船大工の監督下でスエズでの造船に使われた。

## 準備
マムルーク艦隊は、1507年2月にインド洋でのポルトガル人の拡大に対抗するためにアミール・フセイン・アル＝クルディの下でようやく出発し、ジェッダ市で手間取った後、1508年にインドのディウ港に到着した。艦隊は6隻のキャラック船と6隻のガレアス船（大型のガレー船）で構成されていた。1500人の戦闘員の他、カリカットから派遣された大使であるマイママ・マラッカーも同乗していた。
艦隊は、白人奴隷出身で今はグジャラートのスルタンマフムード・シャーの臣下でディーウ艦隊を指揮するマリーク・アヤースと合流した。
艦隊は、カリカットのザモリンの艦隊と合流して、その後インド沿岸のすべてのポルトガル領を襲撃して破壊することを計画していた。だが、マムルーク艦隊の来援を期待していたザモリンはすでに亡くなっていた。

## 海戦
ポルトガル艦隊はフランシスコ・デ・アルメイダ総督の息子であるロウレンソ・デ・アルメイダが指揮していた。彼の直接指揮下には数で劣る小艦隊がチャウル近くの港にいただけで、残りのポルトガル船は交易船を護衛するために北の方への航海に出払っていた。マムルーク艦隊はチャウルに出撃した。ポルトガル艦隊と決着がつかないまま2日間戦った。最終的に、マリク・アヤースのガレー船団が到着してポルトガル艦隊は後退した。ポルトガルの旗艦はアルメイダが乗ったままチャウル港の入り口で沈没した。
アミール・フセインはディーウ港に戻ったが、インド海域でこれ以上の活動を放棄し、船は遺棄され、乗組員は解散した。

## その後
ポルトガルは後にディーウ港の艦隊を攻撃し、1509年のディーウ沖の海戦で決定的な勝利をもたらした。
これらの一連の戦いの後、新たにインド洋に登場したオスマン帝国による介入、1538年のディーウ攻囲戦が起きた。